# Колет Маз
Колет Маз (на френски: Colette Maze) е френска пианистка. През 2021 година на 107-годишна възраст тя издава албум със свои записи на творби на Дебюси, с което става една от най-възрастните музиканти със свои записи.

## Биография
Колет Маз е родена на 16 юни 1914 година в Париж. Нейният баща бил управител на фабрика за торове. Започва да свири на пиано от петгодишна. Като тийнейджърка Маз се образова у дома. На 15 учи в Музикалното училище в Париж (École Normale de Musique de Paris), където нейни преподаватели са Алфред Корто и Надя Буланже.
Когато Колет се влюбва в женен мъж и забременява от него през 1949 година, семейството ѝ я отлъчва. Маз започва да работи като учителка по пиано – нещо, което за времето е било необичайна работа за жена. Преподава повече от 20 години.
През 1998 година, когато тя е на 84 години, нейният син Фабрис Маз, който е кинорежисьор, автор на документални филми, я убеждава да запише изпълненията си на Дебюси и да ги издаде в албум. Въпреки че първоначално тя не приема идеята, аргументът на Фабрис е, че тя е една от последните живи ученици на Корто, който преподавал специфичен метод за свирене, свързан с постановката на ръцете. През 2014 година Фабрис прави за майка си 35-минутния документален филм „Почти 100 години пиано“.
През 2021 година на 107-годишна възраст тя издава шестия си албум и става обект на медиен интерес по целия свят. Албумите ѝ съдържат записи на Клод Дебюси, Роберт Шуман, Ерик Сати, Фредерик Момпоу, Астор Пиацола, Алберто Хинастера.

## Дискография
- 2004 – Préludes 1er livre 1er livre. Seven doc ; Siqtrib. EPI. OCLC 590014535.
- 2014 – Clair de lune ; Estampes ; Children's corner ; La plus que lente. OCLC 927456582.
- 2015 – Colette Maze Interpréte Claude Debussy. Continuo Classics. ASIN B00K5T1LHM.
- 2018 – 104 Ans de Piano. Continuo Classics. ASIN B07B14J44V.
- 2019 – 105 ans de piano. Continuo Classics. OCLC 1182602339.
- 2021 – Un Siècle avec Debussy. Continuo Classics. ASIN B08ZVWPHB8.